# Susan Johnson (Bischöfin)

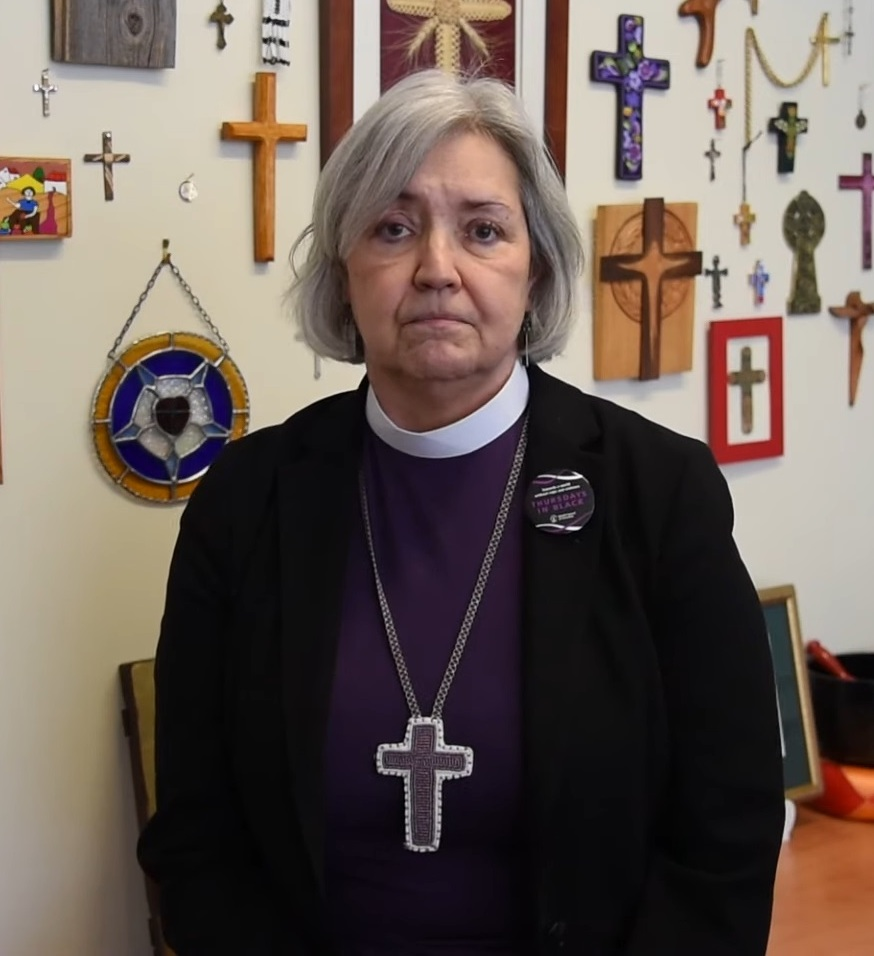
Susan Johnson

Susan Johnson (* 1961/1962) ist eine kanadische lutherische Geistliche und leitende Bischöfin der Evangelical Lutheran Church in Canada (ELCIC).

## Leben
Nach ihrer Schulzeit studierte Johnson lutherische Theologie. Nach ihrer Ordination zur Pfarrerin war Johnson unter anderem von 2001 bis 2005 als Referentin des Bischofs der Ost-Synode der ELCIC tätig. Am Michaelis 2007 nahmen anglikanische und lutherische Bischöfe an ihrer Bischofsweihe in Winnipeg zur Leitenden Bischöfin (National Bishop) der Evangelical Lutheran Church in Canada teil. Ihr Vorgänger war Bischof Raymond Schultz.
Im Juli 2010 wurde Johnson in Stuttgart neben sieben weiteren Geistlichen zum Stellvertreter im Lutherischen Weltbund gewählt.